# Гранж Бланш (станция метро)
«Гранж Бланш» (фр. Grange Blanche) — станция линии D Лионского метрополитена.

## Расположение
Станция находится в «больничном» квартале, на границе 3-го и 8-го округов Лиона. Платформа станции расположена под площадью д'Арсонваль (фр. place d’Arsonval), в месте слияния авеню Фрер Люмьер (фр. avenue des Frères-Lumière), авеню Рокфеллер (фр. avenue Rockfeller), проспекта Альбер Тома (фр. cours Albert-Thomas) бульвара Жан XXIII (фр. boulevard Jean XXIII) и улицы Профессёр Флоранс (фр. rue Professeur Florence). Вход на станцию производится с площади д'Арсонваль.

## Особенности
Станция открыта 9 декабря 1991 года в качестве конечной станции первой очереди линии D от станции Горж де Лу до станции Гранж Бланш. Состоит из двух путей и одной островной платформы. Пассажиропоток в 2006 году составил 497 416 чел./мес.
Станция спроектирована архитекторами Рене Женбером (фр. René Gimbert) и Жаком Вержели (фр. Jacques Vergely). Над платформами находится мезонин, а станция освещается через остекление на потолке, выходящее на центр площади д'Арсонваль. Из этого остекления вверх выходит скульптура Николаса Шёффера (нем. Nicolas Schöffer) в стиле хай-тек, названная «Лионеон». Это стальная инсталляция, подсвечиваемая в ночное время разными цветами и вознёсшаяся на 25 метров над площадью д'Арсонваль. Над входом со стороны больницы Эдуар Эррио по проекту архитекторов Франсуаз-Элен Журды (фр. Françoise-Hélène Jourda) и Жиля Перродена (фр. Gilles Perraudin) сделан навес необычной формы.

## Происхождение названия
Название станции происходит от названия этой местности, известного с XIII века. Дословно название можно перевести как белый амбар. Когда-то она принадлежала тамплиерам, которые на построили здесь «дом престарелых» для своих пожилых рыцарей.

## Достопримечательности
- Больница Эдуар Эрио[фр.] — здание признано историческим памятником
- Военный учебный госпиталь Деженетт[фр.] — военный госпиталь
- Международное агентство по изучению рака
- Музей Тестю-Латарже[фр.] — музей истории медицины и анатомии

## Наземный транспорт
Со станции существует пересадка на следующие виды транспорта:

   — трамвай

   — троллейбус

    — «главный» автобус

   — автобус